# Шахвалиев, Арсен Шахвалиевич
Арсен Шахвалиевич Шахвалиев (26 июля 1980) — российский борец вольного стиля и тренер по вольной борьбе, мастер спорта  России. 

## Спортивная карьера
С 2012 года работает занимает должность директора махачкалинской ГБУ ДО РД «СДЮСШОР по вольной борьбе им. Гамида Гамидова», мастер спорта России.

## Известные воспитанники
- Гедуев, Аниуар Борисович — призёр Олимпийских игр[2];
- Гамидов, Саид Гамидович — призёр чемпионатов России[3];
- Мусалалиев, Арсен-Али Нуридинович — призёр чемпионатов России[4].